# Fredrik Carlson
Oscar Fredrik Svante Carlson, född 10 augusti 1879 och död 6 juni 1956, var en svensk industriman och uppfinnare. Son till Oscar Carlson och bror till Birger Carlson.
Carlson blev 1910 disponent vid de av honom planlagda och byggda Ljungaverken, vice VD för Stockholms Superfosfat Fabriks AB 1918-21, därefter verksam som konsulterande ingenjör. Carlson har uppfunnit metoder och ugnar för framställning av kalkkväve med mera samt publicerat uppsatser i tekniska ämnen i ett flertal in- och utländska tidskrifter.
Fredrik Carlson är begravd på Djursholms begravningsplats.